# Midnight Marauders
Midnight Marauders (с англ. — «Полуночные мародёры») — третий студийный альбом американской хип-хоп-группы A Tribe Called Quest, выпущенный 9 ноября 1993 года на лейбле Jive Records. Запись пластинки проходила на студиях Battery, Platinum Island и Scorcerer Sound в Нью-Йорке. Главным продюсером выступил Q-Tip, также продюсированием занимались Скефф Ансельм, Лардж Профессор и диджей группы Али Шахид Мухаммад. Альбом представляет собой эклектичное звучание, основанное на джазе, фанке, соуле и ритм-энд-блюзе, которое дополняет социально осознанная и юмористическая лирика.
Midnight Marauders возглавил хит-парад Billboard Top R&B/Hip-Hop Albums. В январе 1994 года он получил золотую сертификацию Американской ассоциации звукозаписывающих компаний, в январе 1995 года пластинка получила платиновую сертификацию, поскольку продажи превысили миллион копий. Альбом получил преимущественно высокие оценки критиков. Некоторые обозреватели считают его лучшей работой группы и одним из лучших альбомов хип-хопа. В 2020 году журнал Rolling Stone поставил Midnight Marauders на 201-е место в новом списке 500 величайших альбомов всех времён.

## История создания
A Tribe Called Quest стремились дальше развивать тяжёлое басовое звучание предыдущего альбома The Low End Theory, в то же время Q-Tip установил своё продюсерское оборудование в подвале бабушки Phife Dawg, которая предоставила ключ. Планирование бо́льшей части альбома проходило в подвале, тем не менее Q-Tip также работал над сторонними проектами, например бит для песни Наса «One Love», которая вошла в его дебютный альбом Illmatic (1994). Рэпер и продюсер Лардж Профессор вспоминал уютную и расслабляющую атмосферу в подвале: «Phife Dawg просто отдыхал там, смотрел баскетбольный матч или что-то в этом роде, играл в видеоигру и слушал биты. … Это было так непринуждённо и круто. … Просто как бы сидишь там и расслабляешься, ходишь перекусить, передвигаешься сквозь звуки и выбираешь звуки. Рассказываешь немного шуток, смотришь телевизор, это было правда приятно. Никоим образом не было навязано».
Phife Dawg вспоминал о давлении, которое испытывала группа, чтобы создать достойное продолжение The Low End Theory: «Очевидно, было двухлетнее ожидание, поэтому имело место большое давление типа: „Они могут снова сделать это?“. Q-Tip поистине практичен, он гений, так что к концу записи альбома я, смотря на него, сказал: „Йо, бро, мы снова сделали это“». Название альбома Midnight Marauders взято из песни «Vibes and Stuff» с The Low End Theory, слова для которой написал Q-Tip. Позже Али Шахид Мухаммад пояснил, что «A Tribe Called Quest похожи на звуковых воров, грабящих ваши уши».
Запись альбома проходила на студиях Battery, Platinum Island и Scorcerer Sound в Нью-Йорке в течение девяти месяцев и завершилась в сентябре 1993 года. Все песни были сведены в Battery, мастеринг осуществлялся в The Hit Factory в Нью-Йорке. Главным продюсером выступил Q-Tip, также продюсированием занимались Скефф Ансельм, Лардж Профессор и Али Шахид Мухаммад. Рафаэль Садик, указанный в примечаниях к альбому как Рафаэль Уиггинс, исполнил партию на бас-гитаре для песни «Midnight».
Группа наняла секретаря Jive Records Лорел Дэнн, чтобы она была «проводником по альбому», поскольку участникам понравился её голос, который слышен на протяжении записи. Дэнн предваряет альбом на первой композиции «Midnight Marauders Tour Guide», в которой она представляется как женщина на обложке и описывает звучание альбома, причём на фоне играет «Aquarius» Кола Чейдера. Она появляется в конце некоторых песен, сообщая различную информацию и придавая эстетичности альбому. Q-Tip так объяснил решение использовать голос Дэнн: «Все уже привыкли слышать похожие голоса, когда звонят в телефонную компанию или находятся в ожидании. Всегда был некий монотонный женский голос, в котором чувствовалось что-то компьютерное, дающий вам информацию. Поэтому я подумал: как круто было бы, если бы вы позвонили для оплаты счёта и затем услышали, как женский голос начинает нести чушь типа „Скачи дальше“?».
Несмотря на то что Джероби Уайт покинул A Tribe Called Quest посреди записи The Low End Theory, группа сохранила с ним «политику вращающихся дверей», по которой он продолжал посещать сессии звукозаписи и делиться с группой юмором, использовавшимся во время написания песен. Уайт пояснил свою роль: «Ты заходишь в студию. Возможно, у тебя сегодня плохой день. Какая-нибудь дама толкнула тебя в поезде. … Я прихожу в студию и приношу все мои сердитые глупые дурацкие шутки, и мы все смеёмся». Из-за этих действий он упоминается в Midnight Marauders.

## Обложка
На обложке альбома изображена женщина, окрашенная в цвета панафриканского флага и ранее появлявшаяся на обложке The Low End Theory. Обложка была выпущена в трёх цветовых вариантах: красном, чёрном и зелёном, в котором меньше всего чёрного цвета. Согласно книге Ego Trip’s Book of Rap Lists, на обложках Midnight Marauders изображён 71 представитель хип-хоп-индустрии и диджей с радиостанций. На них изображены, в частности, Африка Бамбаатаа, Beastie Boys, Баста Раймс, Чак Ди, De La Soul, Doctor Dré, Fab Five Freddy, Grandmaster Flash, Хеви Ди, Ice-T, Jungle Brothers, Kool Moe Dee, Лардж Профессор, Lords of the Underground, MC Lyte, The Pharcyde, Шон Комбс и Скефф Ансельм. Обозреватель журнала Complex Эндрю Ноз назвал иллюстрацию одной из «последних грандиозных проявлений культурного единства в хип-хопе, так как неизбежно надвигались потрясения от соперничества побережий».

## Коммерческий успех
Midnight Marauders занял 8-е место в хит-параде Billboard 200 и 1-е место — в Top R&B/Hip-Hop Albums. Два сингла с альбома, «Award Tour» и «Electric Relaxation», достигли в чарте Billboard Hot 100 47-го и 65-го мест соответственно. 14 января 1994 года запись получила золотую сертификацию Американской ассоциации звукозаписывающих компаний (RIAA) на основании 500 000 проданных копий в США. Через год, 11 января 1995 года, альбом получил платиновую сертификацию на основании миллиона проданных копий. Midnight Marauders стал первым из трёх альбомов A Tribe Called Quest, получивших платиновую сертификацию RIAA, причём данный альбом получил её за 21 день до того, как её удостоился The Low End Theory.

## Отзывы критиков
| Оценки критиков               | Оценки критиков |
| Источник                      | Оценка          |
| ----------------------------- | --------------- |
| Chicago Sun-Times             | [ 16 ]          |
| Entertainment Weekly          | A               |
| NME                           | 7/10            |
| Q                             | [ 19 ]          |
| Rolling Stone                 | [ 20 ]          |
| The Source                    | 4/5             |
| Spin (1993)                   | 3/3             |
| AllMusic                      | [ 23 ]          |
| Christgau’s Consumer Guide    | A−              |
| Encyclopedia of Popular Music | [ 25 ]          |
| MusicHound R&B                | 4,5/5           |
| The Rolling Stone Album Guide | [ 27 ]          |
| Spin (2008)                   | [ 28 ]          |
| Tom Hull – on the Web         | A−              |
| XXL                           | 5/5             |

Midnight Marauders получил широкое признание музыкальных критиков. Журнал Vibe назвал его «классикой рэпа», NME похвалил запись как «самую совершенную работу группы на сегодняшний день». По мнению обозревателя журнала Entertainment Weekly Джеймса Бернарда, альбом звучит так же свежо, как первый альбом коллектива People’s Instinctive Travels and the Paths of Rhythm. Кроме того, он отметил «гладкое как масло» продюсирование и «причудливую атмосферу» альбома. Рецензент The Source Дрим Хэмптон похвалила группу за то, что она делает, «что всегда делала: игнорирует все современные тенденции в хип-хопе и создаёт солидное произведение», добавив, что участники «полагаются исключительно на уличную поэзию, манеры подачи от «Нации зулусов» (Zulu Nation) и биты в стиле бибопа» для привлечения аудитории.
Критик журнала Spin высоко оценил Q-Tip и Phife Dawg за их «идеальное дополнение стилей друг друга», а также похвалил альбом за «плавное строение, которое всплывает из невидимых мягких глубин». В обзоре для The Village Voice Роберт Кристгау саркастично отметил, что альбом представляет собой «интеллигентный лёгкий рэп», тем не менее позже он теплее отозвался о записи, оценив её выше The Low End Theory. В отрицательной рецензии для Rolling Stone Гленн Кенни высказал мнение, что «живое остроумие» из предыдущей работы группы оказалось «заменено избитым хвастовством». Он добавил: «У музыки всё ещё есть свои очаровательные моменты, но ничего и близко не стоит с откровенным джазовым стилем и безмятежным спокойствием прошлых работ».
Обозреватель сайта AllMusic Джон Буш похвалил Midnight Marauders за «безупречное продюсирование», «художественное мастерство» и «лирическую изобретательность». Он также отметил, что запись закрепила за группой статус «главных торговцев звуком в альтернативном рэпе», и назвал участников «авторами самого оригинального стиля со времён, когда взлетели The Bomb Squad». Мак Рэндалл для сборника The New Rolling Stone Album Guide написал, что альбом «определённо не скупится на фанке». В комментарии к списку 10 важнейших хип-хоп-альбомов на сайте About.com, в котором Midnight Marauders занял 7-е место, Генри Адасо подчеркнул, что «никакой другой альбом не смог лучше показать такое слияние джаза, соула и рэпа». Представитель RapReviews.com Стив Юон похвалил запись за «беспримерный уровень» «лирического великолепия от Типа и Файфа». Альбом занял 75-е место в списке 100 лучших записей 1990-х годов, составленном Pitchfork, причём Ролли Пембертон отметил, что группа «создала джаз-хоп-клинику, в которой в равной степени есть Пит Рок, Бакшот и Даймонд Ди».

## Наследие и влияние
Музыкальные журналисты отмечали, что Midnight Marauders помог породить «вторую золотую эру хип-хопа» и стал жемчужиной движения Native Tongues. По мнению некоторых публицистов, данная запись является лучшим альбомом группы, несмотря на то, что она обрела не такую популярность, как The Low End Theory. Джозеф Патель назвал альбом «шедевром» группы и добавил: «Трудно поверить, что они могли превзойти The Low End Theory, но A Tribe Called Quest сделали это». Стив Юон из RapReviews.com назвал Midnight Marauders «лучшим альбомом, который A Tribe Called Quest когда-либо делали» и «незамеченной работой гения». В 2020 году журнал Rolling Stone в своём новом списке 500 величайших альбомов всех времён поставил Midnight Marauders на 201-е место.
Позже, в середине 1990-х годов, Q-Tip выступал продюсером таких исполнителей, как Нас, Mobb Deep, Crooklyn Dodgers и Cypress Hill, при этом сохранив элементы звучания Midnight Marauders. По словам продюсера Марка Ронсона, «альбом изменил звучание хип-хопа Восточного побережья, который ранее был очень кричащим и агрессивным. Но у Midnight Marauders был некий лоск: он не был слишком вычищен или облагорожен, у барабанов всё ещё был тот удивительный треск, но он звучал так, как будто ничего подобного раньше не слышал. Он изменил всё».
В 2003 году обозреватель Pitchfork Ролли Пембертон подчеркнул, что «при глубоком прослушивании этой записи раскрывается звучание, которое помогло продвинуть текущий спокойный атмосферный андеграунд», приведя в качестве примеров дуэт Frank n Dank, Мадлиба и группу Little Brother. В число других андеграундных исполнителей, испытавших влияние альбома, входят Террас Мартин, Джин Грей, Карренси, RJD2, Оддиси, Hiatus Kaiyote и Кэррием Риггинс. В обзоре для журнала XXL, посвящённом 20-летию альбома, рэпер Талиб Квели дал записи высшую оценку — XXL, отметив, что пластинка «зарекомендовала Tribe как коммерческую, мейнстримную, почти поп-группу, но они сделали это, будучи всецело верными своим началам, и сделали это, найдя лучшие джазовые сэмплы и создав самый классический андеграундный хип-хоп, который они могли создать. Они были настолько хороши в создании андеграундного хип-хопа, что он стал попсовым».
Певец Билал назвал Midnight Marauders одним из 25 своих любимых альбомов, объяснив это так: «Для меня это попросту особенный альбом. Мне нравится, на каком уровне они были во всём, вплоть до битов. Я думаю, многое изменилось в хип-хопе с этой записью».

## Список композиций
Продюсер всех композиций, кроме «8 Million Stories» (Скефф Ансельм) и «Keep It Rollin’» (Лардж Профессор), — A Tribe Called Quest.
| №                   | Название                                         | Автор(ы) | Длительность |
| ------------------- | ------------------------------------------------ | --- | ------------ |
| 1.                  | «Midnight Marauders Tour Guide»                  | Джонатан Дэвис, Али Шахид Мухаммад, Малик Тейлор                                                             | 0:45         |
| 2.                  | «Steve Biko (Stir It Up)»                        | Дэвис, Мухаммад, Тейлор                                                                                      | 3:11         |
| 3.                  | «Award Tour» (при участии Trugoy the Dove)       | Дэвис, Мухаммад, Тейлор                                                                                      | 3:46         |
| 4.                  | «8 Million Stories»                              | Дэвис, Мухаммад, Тейлор, Скефф Ансельм                                                                       | 4:30         |
| 5.                  | «Sucka Nigga»                                    | Дэвис, Мухаммад, Тейлор, Фредди Хаббард                                                                      | 4:05         |
| 6.                  | «Midnight» (при участии Рафаэля Уиггинса)        | Дэвис, Мухаммад, Тейлор                                                                                      | 3:49         |
| 7.                  | «We Can Get Down»                                | Дэвис, Мухаммад, Тейлор                                                                                      | 4:19         |
| 8.                  | «Electric Relaxation»                            | Дэвис, Мухаммад, Тейлор                                                                                      | 4:04         |
| 9.                  | «Clap Your Hands»                                | Дэвис, Мухаммад, Тейлор, Боб Джеймс, Лео Ноцентелли, Джордж Портер — младший, Сирил Невилл, Джозеф Моделисте | 3:16         |
| 10.                 | «Oh My God» (при участии Басты Раймса)           | Дэвис, Мухаммад, Тейлор                                                                                      | 3:29         |
| 11.                 | «Keep It Rollin’» (при участии Лардж Профессора) | Дэвис, Мухаммад, Тейлор, Лардж Профессор                                                                     | 3:05         |
| 12.                 | «The Chase, Part II»                             | Дэвис, Мухаммад, Тейлор, Стив Аррингтон, Виктор Годси, Бадди Ханкерсон                                       | 4:02         |
| 13.                 | «Lyrics to Go»                                   | Дэвис, Мухаммад, Тейлор                                                                                      | 4:09         |
| 14.                 | «God Lives Through»                              | Дэвис, Мухаммад, Тейлор                                                                                      | 4:15         |
| Общая длительность: | Общая длительность:                              | Общая длительность:                                                                                          | 51:12        |

## Участники записи
| A Tribe Called Quest - Q-Tip — вокал - Phife Dawg — вокал - Али Шахид Мухаммад — диджей | Другие участники - Trugoy the Dove — вокал - Рафаэль Уиггинс — бас-гитара - Баста Раймс — вокал - Лардж Профессор — вокал, продюсер - Боб Пауэр — звукоинженер, сведение - Тим Латэм — звукоинженер - Том Койн — мастеринг - Скефф Ансельм — продюсер - Пит Кристенсен — помощник звукоинженера - Патрик Деривас — помощник звукоинженера - Крис Флэм — помощник звукоинженера - Эрик Гаст — помощник звукоинженера - Жерар Жюльен — помощник звукоинженера - Хувер Ли — помощник звукоинженера - Брэд Шмидт — помощник звукоинженера - Джордж Спатта — помощник звукоинженера - Кэрол Вайнберг — фотография |

## Чарты и сертификации
| Чарт (1993)                            | Высшая позиция |
| -------------------------------------- | -------------- |
| Канада (RPM Top Albums/CDs)            | 48             |
| Великобритания (UK Albums Chart)       | 70             |
| США (Billboard 200)                    | 8              |
| США (Billboard Top R&B/Hip-Hop Albums) | 1              |

| Чарт (1994)                            | Высшая позиция |
| -------------------------------------- | -------------- |
| США (Billboard Top R&B/Hip-Hop Albums) | 24             |

### Сертификации
| Страна | Сертификация | Продажи     |
| --- | ------------ | ----------- |
| Великобритания | серебряный   | 60 000 ‡    |
| США | платиновый   | 1 000 000 ^ |
| ^ Данные о тиражах приведены только на основе сертификации. · Данные о продажах + прослушиваниях приведены только на основе сертификации. |              |             |